# Arquebisbat de l'Havana
L'arquebisbat de l'Havana formalment arquebisbat de Sant Cristòfor de l'Havana (en castellà: Arquidiócesis de San Cristóbal de la Habana; llatí: Archidioecesis Avanensis) és una de les tres seus metropolitanes de l'Església Catòlica a Cuba. El 2010 tenia 2.821.000 batejats sobre una població de 3.929.000 habitants. Actualment està regida per l'arquebisbe cardenal Jaime Lucas Ortega y Alamino.

## Territori
L'arxidiòcesi ocupa la província de l'Havana, la província de la ciutat de l'Havana i el municipi especial de l'illa de la Juventud.
La seu arxiepiscopal es troba a la ciutat de l'Havana, on es troba la catedral de la Immaculada Concepció.
El territori s'estén sobre 7.542 km², i està dividit en 109 parròquies.

## Història
La diòcesi de Sant Cristòbal de l'Havana va ser erigida el 10 de setembre de 1787, prenent territori de la diòcesi de Santiago de Cuba (avui arxidiòcesi). Originàriament era sufragània de l'arquebisbat de Santo Domingo.
El 25 d'abril de 1793 cedí una part del seu territori per tal que s'erigissin la Lousiana i de les dues Florides (avui arquebisbat de Nova Orleans).
El 24 de novembre de 1803, en virtut de la butlla In universalis Ecclesiae regimine del Papa Pius VII, passà a formar part de la província eclesiàstica de l'arquebisbat de Santiago de Cuba.
El 20 de febrer de 1903 cedí part del seu territori per tal que s'erigissin les diòcesis de Pinar del Río i de Cienfuegos.
El 10 de desembre de 1912 cedí de nou part del seu territori per tal que s'erigís la diòcesi de Matanzas.
El 6 de gener de 1925 va ser elevada al rang d'arxidiòcesi metropolitana, en virtut de la butlla Inter praecipuas del Papa Pius XI.
El 25 de gener de 1998 rebé la visita del Papa Joan Pau II, en el darrer dia del viatge apostòlic que el Pontífex realitzà a l'illa. El Papa celebrà la missa a la plaça de José Martí i realitzà un encontre a la catedral.
El 28 de març de 2012 rebé a Benet XVI, en el transcurs del viatge apostòlic que el portà a Mèxic i Cuba. Benet XVI també celebrà la missa a la plaça de la Revolució José Martí. El Papa Francesc l'ha visitat en dues ocasions, el setembre de 2015 i el febrer de 2016, on es reuní amb el Patriarca  Ciril I de Moscou

## Episcopologi
- Felipe José de Tres-Palacios y Verdeja † (30 de març de 1789 - 16 de setembre de 1799 mort)
- Juan José Díaz de Espada y Fernánez de Landa † (11 d'agost de 1800 - 12 d'agost de 1832 mort)
- Francesc Fleix i Solans † (14 de gener de 1846 - 22 de setembre de 1864 nomenat arquebisbe de Tarragona)
- Jacinto María Martínez y Sáez, O.F.M.Cap. † (27 de març de 1865 - 31 d'octubre de 1873 mort)
- Apolinar Serrano y Díaz † (23 de setembre de 1875 - 15 de juny de 1876 mort)
- Ramón Fernández Piérola y Lopez de Luzuriaca † (4 de setembre de 1879 - 17 de març de 1887 nomenat bisbe d'Àvila)
- Manuel Santander y Frutos † (17 de març de 1887 - 24 de novembre de 1899 renuncià)
- Donato Raffaele Sbarretti Tazza † (9 de gener de 1900 - 16 de setembre de 1901 nomenat arquebisbe titular de Gortina)
- Pedro Ladislao González y Estrada † (16 de setembre de 1903 - 3 de gener de 1925 renuncià)
- José Manuel Dámaso Rúiz y Rodríguez † (30 de març de 1925 - 3 de gener de 1940 mort)
- Manuel Arteaga y Betancourt † (26 de desembre de 1941 - 20 de març de 1963 mort)
- Evelio Díaz y Cía † (21 de març de 1963 - 26 de gener de 1970 renuncià)
- Francisco Ricardo Oves Fernández † (26 de gener de 1970 - 28 de març de 1981 renuncià)
- Jaime Lucas Ortega y Alamino, des del 21 de novembre de 1981

## Demografia
A finals del 2010, la diòcesi tenia 2.821.000 batejats sobre una població de 3.929.000 persones, equivalent al 71,8% del total.
| any  | població  | població  | població | sacerdots | sacerdots       | sacerdots       | sacerdots             | diàques | religiosos | religiosos | parroquies |
| ---- | --------- | --------- | -------- | --------- | --------------- | --------------- | --------------------- | ------- | ---------- | ---------- | ---------- |
| any  | batejats  | total     | %        | total     | clergat secular | clergat regular | batejats por sacerdot | diàques | homes      | dones      |            |
| 1949 | 1.200.000 | 1.235.939 | 97,1     | 270       | 77              | 193             | 4.444                 |         | 476        | 1.108      | 62         |
| 1966 | 1.400.000 | 1.600.000 | 87,5     | 103       | 40              | 63              | 13.592                |         | 98         | 178        | 66         |
| 1970 | 1.591.200 | 2.150.300 | 74,0     | 102       | 40              | 62              | 15.600                |         | 85         | 188        | 66         |
| 1976 | 1.857.000 | 2.705.000 | 68,7     | 95        | 41              | 54              | 19.547                |         | 94         | 188        | 66         |
| 1980 | 1.298.000 | 2.743.300 | 47,3     | 84        | 34              | 50              | 15.452                |         | 84         | 174        | 66         |
| 1999 | 1.390.000 | 2.777.242 | 50,0     | 119       | 57              | 62              | 11.680                | 17      | 109        | 238        | 81         |
| 2000 | 1.798.000 | 2.800.000 | 64,2     | 116       | 53              | 63              | 15.500                | 17      | 105        | 212        | 81         |
| 2001 | 2.700.000 | 2.800.000 | 96,4     | 116       | 53              | 63              | 23.275                | 17      | 117        | 220        | 83         |
| 2002 | 2.709.000 | 2.810.000 | 96,4     | 109       | 53              | 56              | 24.853                | 21      | 101        | 220        | 83         |
| 2003 | 2.800.000 | 3.800.000 | 73,7     | 107       | 53              | 54              | 26.168                | 21      | 98         | 228        | 83         |
| 2004 | 2.800.000 | 3.900.000 | 71,8     | 111       | 49              | 62              | 25.225                | 23      | 79         | 348        | 102        |
| 2010 | 2.821.000 | 3.929.000 | 71,8     | 145       | 44              | 101             | 19.455                | 24      | 135        | 265        | 109        |